# Giải đấu

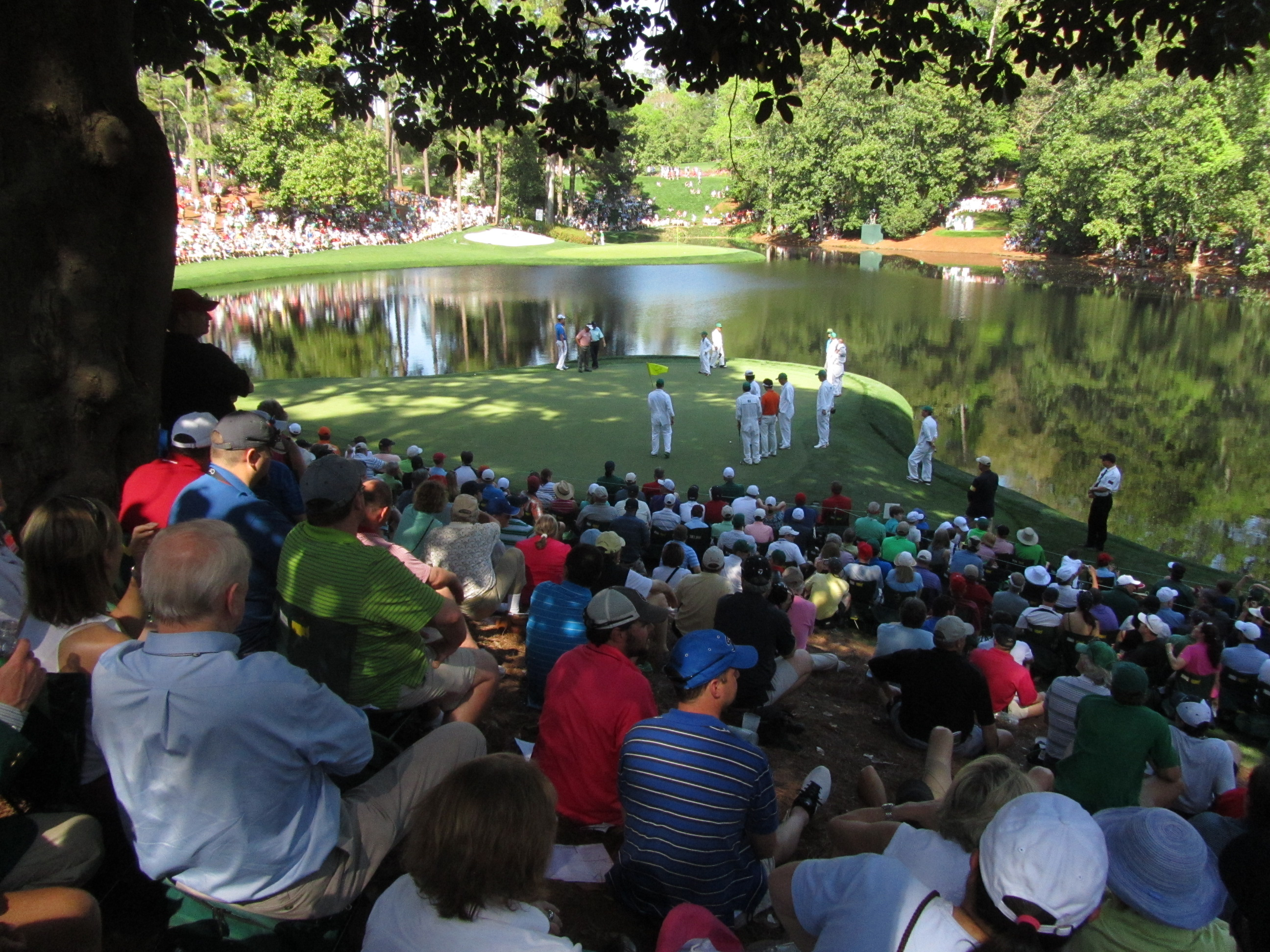
Giải đấu golf Masters Tournament - 2013

Giải đấu (Tournament) là một cuộc thi đấu có sự tham gia của ít nhất ba đối thủ, tất cả đều tham gia vào một môn thể thao hoặc trò chơi cụ thể. Giải đấu có thể được sử dụng để chỉ về một hoặc nhiều cuộc thi được tổ chức tại một địa điểm duy nhất và tập trung vào một khoảng thời gian tương đối ngắn. Giải đấu chỉ về một cuộc thi bao gồm nhiều trận đấu, mỗi trận bao gồm một nhóm nhỏ các đối thủ, với người chiến thắng chung cuộc trong giải đấu được xác định dựa trên kết quả tổng hợp của các trận đấu riêng lẻ này. Thể lệ này này phổ biến trong những môn thể thao và trò chơi mà mỗi trận đấu phải có một số ít đối thủ như trong hầu hết các môn thể thao đồng đội, thể thao dùng vợt và thể thao đối kháng, nhiều trò chơi bài và trò chơi board game, cũng như nhiều hình thức thi đấu mang tính cạnh tranh. Những giải đấu như vậy cho phép số lượng lớn người chơi cạnh tranh với nhau bất chấp hạn chế về số lượng trong một trận đấu. Nhiều giải đấu đáp ứng cả hai định nghĩa ví dụ như giải vô địch quần vợt Wimbledon, theo đó, các giải đấu "là những sự kiện được phân định theo thời gian, việc tham gia sẽ mang lại đẳng cấp và uy tín cho tất cả các thành viên tham gia".

## Tổng quan

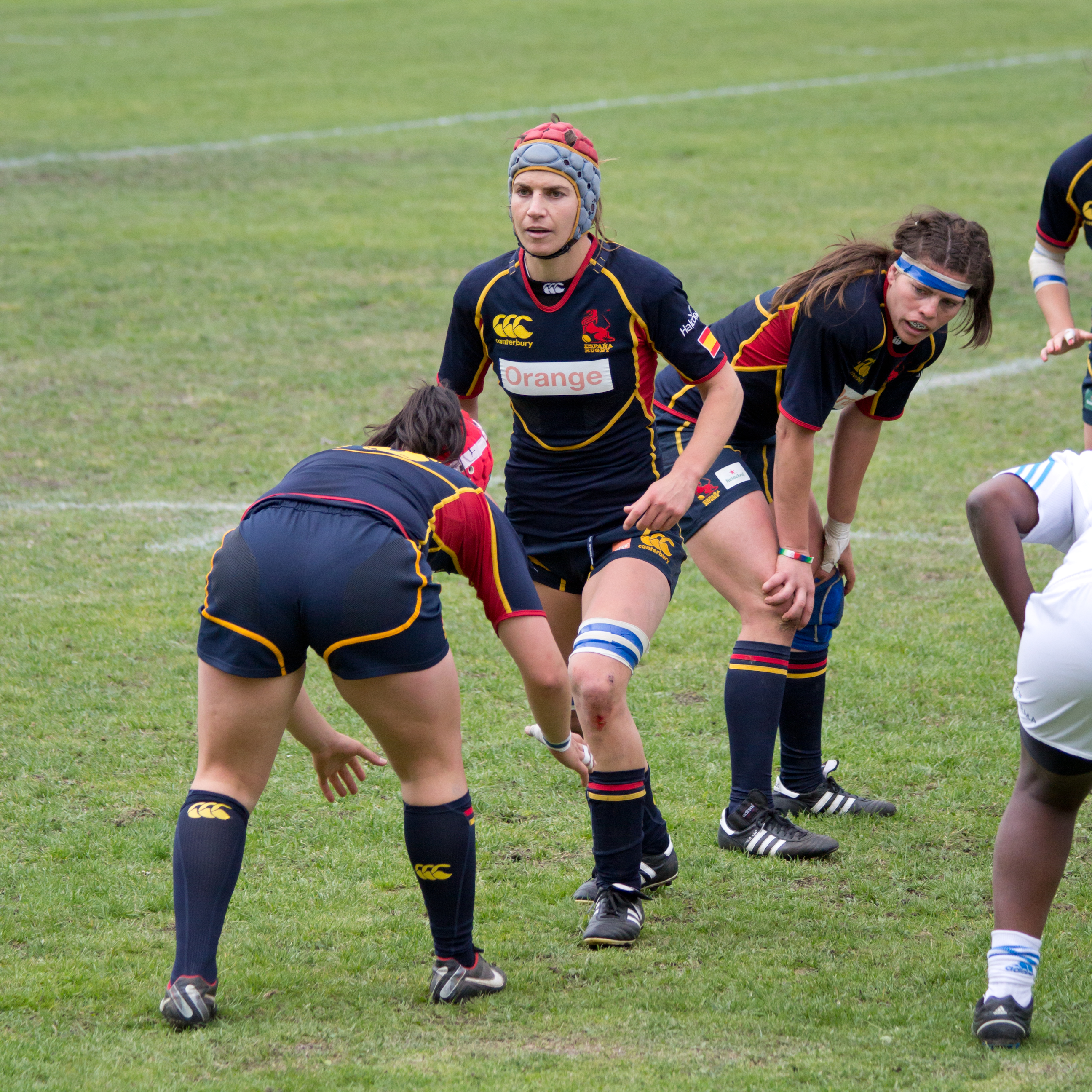
Các vận động viên thi đấu bóng bầu dục trong một giải đấu

Một trận đấu trong giải đấu có thể bao gồm một hoặc nhiều trận đấu và nếu cần thiết, một hoặc nhiều trận đấu tiebreak (nghỉ giữa hiệp) giữa các đấu thủ. Ví dụ các vòng đấu sau của UEFA Champions League, mỗi trận đấu được diễn ra trên hai lượt trận. Tỷ số của mỗi lượt trận sẽ được cộng lại và đội có tổng điểm cao hơn sẽ thắng trận đấu, có hiệp phụ và nếu cần, sẽ sử dụng loạt sút luân lưu nếu tỷ số bằng nhau sau khi cả hai trận đấu kết thúc. Một giải đấu nhóm, hệ thống giải đấu (League system) bao gồm tất cả các đấu thủ tham gia cuộc chơi một số lịch thi đấu (một lịch thi đấu là tên gọi của một trận đấu trong giải đấu nhằm xác định ai trong số hai hoặc ba người trở lên sẽ đi tiếp; một trận đấu có thể bao gồm một hoặc nhiều trận đấu giữa các đối thủ). 
Điểm thưởng được công bố cho mỗi trận đấu, với các đối thủ được xếp hạng dựa trên tổng số điểm hoặc điểm trung bình cho mỗi trận đấu. Thông thường, mỗi đấu thủ thi đấu với số trận đấu bằng nhau, trong trường hợp đó thứ hạng theo tổng điểm và điểm trung bình là tương đương nhau. Về mặt ý nghĩa xã hội, các giải đấu có giá trị đã hợp pháp hóa những gì thường được coi là những hoạt động bị gạt ra ngoài lề xã hội, nằm ngoài văn hóa đại chúng. Ví dụ, lễ trao giải Grammy đã giúp định hình nhạc đồng quê như một lĩnh vực thương mại hời đầy hứa hẹn, và lễ trao giải Booker đã giúp tạo ra những lĩnh vực văn học hư cấu mới mẻ. Các giải đấu có giá trị vượt xa các game show và các cuộc thi đơn giản khi bản thân giải đấu trở nên quan trọng hơn,  trao địa vị và uy tín cho người dành chiến thắng, đồng thời, trong quá trình đó, định hình các hoạt động trong ngành và đóng vai trò là cơ chế thể chế để định hình các lĩnh vực xã hội.